# TV Vitória (Vitória de Santo Antão)
TV Vitória é uma emissora de televisão brasileira com sede  no município da Vitória de Santo Antão em Pernambuco. Opera no canal 50 UHF digital e é afiliada a TV Evangelizar.

## História
A emissora foi fundada em 12 de dezembro de 2005,pertencente a Fundação Josefa Álvares (que também detém a rádio Atual FM).Em seu início, retransmitia a programação da TV Cultura. No dia 29 de junho de 2017 passa a operar no sinal digital, desligando o sinal analógico e se tornando a primeira geradora do estado de Pernambuco a desligar o sinal analógico antes do desligamento analógico. Entre 27 de julho de 2010 a 03 de abril de 2019 a emissora retransmitiu a programação da Rede Brasil de Televisão (RBTV). Em 04 de abril de 2019 passa a retransmitir a programação da TV Evangelizar, mantendo a parceria até 12 de dezembro de 2020, voltando a transmitir a Rede Brasil através pela TV Metropolitana,porém em outubro do mesmo ano deixa a emissora novamente, voltando a retransmitir a TV Evangelizar.

## Sinal digital
| Canal virtual | Canal digital | Resolução de tela | Programação                                          |
| ------------- | ------------- | ----------------- | ---------------------------------------------------- |
| 50.1          | 50 UHF        | 1080i             | Programação principal da TV Vitória / TV Evangelizar |

Em 10 de outubro de 2016, recebe a autorização do MINICOM para operar no Sistema Brasileiro de TV Digital, através do canal 50 UHF. 
No dia 28 de junho de 2017, por volta das 14h30, a emissora realiza o primeiro teste no sinal digital, operando no canal físico 50 e virtual 50.1. Exibiu em SD esticado um trecho do programa "Marquinho Saile", porém, sem áudio. Por volta das 15h, o sinal digital foi desligado. 
Em 29 de junho, por volta de 17h, o sinal analógico é desligado em definitivo. Às 20h15, o sinal digital é ativado definitivamente e por mais ou menos 40 minutos é exibido à programação da RBTV. Por problemas na recepção do sinal da RBTV, a emissora ficou com logo estático até o dia seguinte.  No dia 30 de junho começou a exibir desenho e em seguida um programa local. Não conseguiram receber o sinal da RBTV e exibiram o sinal da TV Evangelizar até o dia 3 de julho, quando voltou a exibir o sinal da RBTV normalmente junto com a sua programação.

## Slogans
- 2005-2007: Um Início
- 2007-2009: Um Futuro Pela Frente
- 2009-2010: TV Vitória, sua TV
- 2010-2011: RBTV e Você
- 2011-2012: A Gente pensa em Você
- 2012-2013: Essa é da Gente
- 2013-presente: Uma Nova TV

## Transmissões ao vivo
Entre 2010 e 2012 a transmissão do Carnaval da cidade de Vitória de Santo Antão - PE era gravada. A partir de 2012 foi transmitido ao vivo da sacada de um prédio vizinho ao lado do Banco Itaú. Um marco para a emissora. A transmissão começava pela manhã e mostrava o que aconteceu de melhor durante a madrugada, sendo interrompido quando um bloco passava pela Avenida Mariana Amália. Em 2013, o carnaval foi transmitido da sacada do prédio de Guga Games. Neste ano, a transmissão ganhou um cenário, e a concorrência da TV Nova.

### Vaquejada
Em 2012 transmitiu uma vaquejada. Fato que se repetiu em 2013 onde o evento se realizou no Parque Roberta Urquiza, em Vitória de Santo Antão - PE. Evento que foi transmitido na sexta, sábado e no domingo.

## Retransmissoras
- Amaraji - 50 UHF digital
- Chã Grande - 19 UHF analógico
- Gravatá - 24 UHF analógico
- Pombos - 50 UHF digital